# Lingua tonkawa
La lingua tonkawa era parlata in Oklahoma, Texas e Nuovo Messico dai Tonkawa, un popolo di nativi americani. Una lingua isolata, senza parentele con nessuna lingua conosciuta, il Tonkawa è ora estinto, ed i membri della tribù Tonkawa parlano oggi solo inglese.

## Fonetica

### Vocali
Il Tonkawa ha 10 vocali:
|        | Anteriore | Anteriore |       |       | Posteriore | Posteriore |
| breve  | lunga     | breve     | lunga | breve | lunga      |            |
| Chiusa | i         | iː        |       |       | u          | uː         |
| Media  | e         | eː        |       |       | o          | oː         |
| Aperta |           |           | a     | aː    |            |            |

- Le vocali si presentano in cinque coppie che hanno diversa quantità vocalica (cioè vocali brevi rispetto a vocali lunghe).
- Nelle coppie di vocali anteriori e medie posteriori, le voclai brevi sono foneticamente più basse delle loro corrispondenti chiuse: /i/ → quasi chiusa [ɪ], /e/ → semiaperta [ɛ], /o/ → semiaperta [ɔ].
- Le vocali aperte /a, aː/ variano tra le articolazioni centrale e posteriore: [a~ɑ, aː~ɑː].

### Consonanti
Il Tonkawa ha 15 consonanti:
|               | Bilabiale | Coronale | Dorsale | Dorsale | Glottidale |
| semplice      | Bilabiale | Coronale | labiale |         | Glottidale |
| Occlusiva     | p         | t        | k       | kʷ      | ʔ          |
| Affricata     |           | ts       |         |         |            |
| Fricativa     |           | s        | x       | xʷ      | h          |
| Nasale        | m         | n        |         |         |            |
| Approssimante |           | l        | j       | w       |            |

- L'affricata /ts/ e la fricativa /s/ variano liberamente tra le articolazioni dentale e postalveolare, i.e. [ts~tʃ] e [s~ʃ]. Vi è una tendenza per la [ʃ] a capitare alla fine delle parole (mentre non vi è per la [tʃ]).
- Le altre coronali /t, n, l/ sono are regolarmente dentali.
- Le ostruenti dorsali sono normalmente velari, ma palatali davanti alle vocali anteriori /i, iː, e, eː/:
  - /k, kʷ, x, xʷ/ → [c, cʷ, ç, çʷ]
- Le approssimanti dorsali /j, w/ sono regolarmente palatali e labiovelari rispettivamente.

### Processi fonologici
Una caratteristica interessante della fonologia tonkawana è che le vocali nelle parisillabe sono ridotte. Cioè, le vocali lunghe sono abbreviate, mentre le vocali brevi scompaiono.

## Sistema di scrittura
L'ortografia utilizzata sul  sito della Tribù Tonkawa è molto simile alla notazione fonetica americanista.
| Alfabeto | Pronuncia | Alfabeto | Pronuncia | c | /ts/ | a | /a/ |
| h        | /h/       | a·       | /aː/      |   |      |   |     |
| k        | /k/       | e        | /e/       |   |      |   |     |
| kʷ       | /kʷ/      | e·       | /eː/      |   |      |   |     |
| l        | /l/       | i        | /i/       |   |      |   |     |
| m        | /m/       | i·       | /iː/      |   |      |   |     |
| n        | /n/       | o        | /o/       |   |      |   |     |
| p        | /p/       | o·       | /oː/      |   |      |   |     |
| s        | /s/       | u        | /u/       |   |      |   |     |
| t        | /t/       | u·       | /uː/      |   |      |   |     |
| w        | /w/       |          |           |   |      |   |     |
| x        | /x/       |          |           |   |      |   |     |
| xʷ       | /xʷ/      |          |           |   |      |   |     |
| y        | /j/       |          |           |   |      |   |     |
| ' or ?   | /ʔ/       |          |           |   |      |   |     |

Le vocali lunghe sono indicate con un punto mediano successivo < · >. L'affricata /ts/ è scritta come < c >. La pausa glottidale /ʔ/ è scritta o come un apostrofo < ' > o con un punto interrogativo soprascritto < ? >. Lo scivolamento palatale /j/ è scritto come < y >.
L'ortografia usata nei Tonkawa Texts di Hoijer è una versione posteriore della trascrizione americanista. Essa usa i due punti per le vocali lunghe < : > ed il simbolo tradizionale della pausa glottidale < ʔ >.

## Esempio
Il testo seguente è la prima delle quattro frasi de Coyote e Lepre selvatica, dai Tonkawa Texts di Hoijer.
ha·csokonayla ha·nanoklakno?o xam?al?a·y?ik.  ?e·kʷa tanmaslakʷa·low hecne·laklakno?o lak.  ha·csokonayla "?o·c!" noklakno?o.  "?ekʷanesxaw sa·ken nenxales!" noklakno?o.  ?e·ta tanmaslakʷa·lowa·?a·lak hewleklakno?o.
Traduzione:
Coyote / se ne andava in giro, D / sulla prateria.  Quando lo faceva / Lepre selvatica / se ne stava distesa, D / (accus.).  Coyote / "Oho!" / disse, D.  "Per il mio /cavallo / l'ho trovata!" / disse lui, D.  E poi / quella Lepre selvatica sudd / la catturò, D.
In questa traduzione, D è un'abbreviazione per "si dice", e sudd per "la suddetta".